# 小名
小名（しょうみょう）とは武士のうち、名の轟かぬ者のこと。大名と対になる。

## 解説
小名とは大名に対する言葉で、大名ほど家格の高くない武家を意味するが、厳密な意味は時代や用いる状況によって異なる。
小名という言葉自体はすでに『吾妻鏡』にも登場しており、戦国時代には御家人のうちで一国を運営するだけの力はない城主格の者を指したり、石高の低い武家のことを指していた。
江戸時代になると、初期の武家諸法度に「5万石以上の石高の城主を大名」「5万石未満の陣屋クラスを小名」と分けたため、石高が5万石未満の大名や陣屋大名を特に小名と表現する場合がある。
また、四千石以上の旗本・御家人を指す場合もある。